# Marc Lorenz
Marc Lorenz (* 18. Juli 1988 in Münster) ist ein deutscher Fußballspieler. Der Mittelfeldspieler stand zuletzt bei Preußen Münster unter Vertrag.

## Werdegang
Lorenz begann seine Karriere beim Verein BSV Roxel und wechselte über die Zwischenstation 1. FC Gievenbeck zu Preußen Münster. Im Jahre 2006 wechselte Lorenz zum FC Schalke 04, mit deren A-Jugend er Vizemeister der U-19-Bundesliga West wurde. Lorenz wurde daraufhin in den Kader der zweiten Mannschaft der Schalker übernommen, mit der er sich 2008 für die Regionalliga qualifizierte. Ein Jahr später kehrte Lorenz zu Preußen Münster zurück und wurde im Jahre 2011 mit der Mannschaft Meister der Regionalliga West. Er blieb jedoch in der Regionalliga und wechselte zu den Sportfreunden Lotte, mit denen er in der Saison 2011/12 Vizemeister der Regionalliga West wurde.
Es folgte der Wechsel zum Drittligisten Arminia Bielefeld, für den er beim Heimspiel gegen Alemannia Aachen sein Profidebüt gab. Mit der Arminia gewann Lorenz 2013 den Westfalenpokal und stieg in die 2. Bundesliga auf. Vom 16. bis zum 18. Spieltag der Saison 2013/14 erzielte Lorenz in jedem Spiel ein Tor und Arminia Bielefeld gelangen aus den drei Spielen 7 Punkte nach zuvor 7 Spielen ohne Punktgewinn.
Im Sommer 2015 wechselte Lorenz zum SV Wehen Wiesbaden. Dort bestritt er in den folgenden zwei Spielzeiten 70 Partien in der 3. Liga und erzielte vier Tore. Sein zum Sommer 2017 auslaufender Vertrag wurde nicht verlängert, sodass Lorenz sich ablösefrei dem Absteiger aus der 2. Bundesliga, dem Karlsruher SC anschloss, wo er einen bis 2019 gültigen Vertrag unterzeichnete. Sein erstes Pflichtspiel für Karlsruhe absolvierte er am 21. Juli 2017, dem 1. Spieltag der Saison 2017/18, beim 2:2 gegen den VfL Osnabrück. Mit dem KSC erreichte er am Ende der Saison die Aufstiegsrelegation, in der man jedoch am FC Erzgebirge Aue scheiterte.
In seiner ersten Saison in Karlsruhe noch ohne eigenen Treffer geblieben, erzielte Lorenz beim 3:1-Auswärtssieg gegen den VfR Aalen am 26. September 2018, dem 9. Spieltag der Saison 2018/19, seinen ersten Pflichtspieltreffer für den KSC. Lorenz erarbeitete sich einen Stammplatz auf der linken Außenbahn und trug mit insgesamt vier Toren und sechs Torvorbereitungen in 32 Einsätzen dazu bei, dass der KSC am Saisonende in die Zweite Bundesliga aufstieg.
Dort gelang ihm mit Karlsruhe am letzten Spieltag der Saison 2019/20 der Klassenerhalt. Nachdem sein Vertrag zum Ende der Saison 2021/2022 nicht verlängert worden war, kehrte er nach elf Jahren zu Preußen Münster zurück.
Der Linksfuß avancierte in Münster zum Standard-Experten und ist für die Ausführung von Einwürfen, Freistößen und Ecken zuständig. Als Kapitän gelang ihm in der Saison 2022/23 der Aufstieg in die 3. Liga sowie in der folgenden Saison 2023/24 der direkte Durchmarsch in die 2. Fußball-Bundesliga. Am 27. April 2024 erzielte er für Preußen Münster in der Partie gegen Viktoria Köln mit einem direkt verwandelten Eckball sowie vier Vorlagen insgesamt fünf Scorerpunkte in einem Spiel.
Nach Beginn der Saison 2025/26 kündigte Preußen Münster am 19. August 2025 den Vertrag mit Lorenz fristlos und erstattete zusätzlich Anzeige, nachdem Unregelmäßigkeiten im Zusammenhang mit Spendengeldern aufgefallen seien. Lorenz sammelt Spenden für die Hilfsorganisation „Clinic Clowns“. Er gab an, wegen Problemen mit seiner mentalen Gesundheit die Spendengelder nicht rechtzeitig abgerechnet, zum Zeitpunkt der Kündigung die Ausstände aber bereits ausgeglichen zu haben.

## Erfolge
Preußen Münster
- Meister der Regionalliga West und Aufstieg in die 3. Liga: 2011, 2023
- Aufstieg in die 2. Bundesliga: 2024
- Westfalenpokal-Sieger: 2010

Arminia Bielefeld
- Meister der 3. Liga und Aufstieg in die 2. Bundesliga: 2013, 2015
- Westfalenpokal-Sieger: 2012, 2013

Karlsruher SC
- Aufstieg in die 2. Bundesliga: 2019